# AltaRoma
Die AltaRoma ist eine jährlich stattfindende Modenschau in Rom. Die Veranstaltungen finden jeweils im Januar und Juli während einer Woche statt. Über Jahre unter dem Titel AltaModa bekannt, wurde sie erst 2002 vom Veranstalter in AltaRoma umbenannt. Sie gilt als die wichtigste Modenschau Italiens und großes gesellschaftliches Ereignis.
Höhepunkt und Abschluss der AltaRoma im Juli ist die traditionelle Gala „Donna sotto le stelle“ („Frau unter den Sternen“), die nach zweijähriger Pause am 18. Juli wieder auf der Spanischen Treppe stattfand. Ab 2011 soll die Veranstaltung auf andere Plätze Roms verlegt werden.